# Метод Д’Ондта
Метод Д’Ондта (также известен как метод Джефферсона) — один из способов распределения мандатов при пропорциональном представительстве, был предложен бельгийским математиком Виктором Д’Ондтом. В начале XXI века используется в ряде стран, таких, как Албания, Аргентина, Армения, Австрия, Бельгия, Бразилия, Болгария, Венгрия, Венесуэла, Восточный Тимор, Германия (до 1985), Дания, Исландия, Испания, Израиль, Колумбия, Македония, Молдавия, Нидерланды, Парагвай, Польша, Португалия, Румыния, Северная Ирландия, Сербия, Словения, Турция, Уэльс, Финляндия, Хорватия, Черногория, Чехия, Чили, Шотландия, Эквадор, Эстония, Япония.
При использовании метода Д’Ондта места распределяются последовательно, одно за другим. На каждом шаге очередное место присуждается той партии, которая обладает наибольшей квотой, вычисляемой по формуле:
{\displaystyle {\frac {V}{s+1}}},
где {\displaystyle V} — общее количество голосов, поданных за партию, а {\displaystyle s} — количество мест, полученных партией к данному шагу. После присуждения места квота партии пересчитывается с учётом нового количества полученных мест.
При распределении мест методом Д’Ондта представительство партий примерно пропорционально поданным за них голосам, однако округление, используемое в методе, даёт преимущество более крупным партиям. Например, в нижеприведённом примере первая партия с 45 % голосов получила 50 % мест, в то время как третья партия с 17 % голосов получила лишь 10 % мест. Эта особенность устранена в методе Сент-Лагю, где округление «коалиционно нейтрально».
Метод Д’Ондта нередко используется в сочетании с процентным барьером, например, в Израиле (3,25 %), Испании (3 %), Словении (4 %), Турции (7 %), Японии (2 %), Польше (5 % или 8 % для коалиций), Исландии, Румынии и Сербии (3 %), а также Бельгии и Хорватии (5 %).

## Пример
Предположим, что в выборах в законодательный орган, состоящий из 10 депутатов, принимали участие три партии, набравшие 50, 42 и 19 тыс. голосов. По методу Д’Ондта они получат 5, 4 и 1 место соответственно. В таблице ниже продемонстрировано пошаговое применение метода. В каждой строке указаны квоты партий, наибольшая из них выделена жирным шрифтом.
| Место | Партия 1 | Партия 2 | Партия 3 |
| ----- | -------- | -------- | -------- |
| 1     | 50000    | 42000    | 19000    |
| 2     | 25000    | 42000    | 19000    |
| 3     | 25000    | 21000    | 19000    |
| 4     | 16666    | 21000    | 19000    |
| 5     | 16666    | 14000    | 19000    |
| 6     | 16666    | 14000    | 9500     |
| 7     | 12500    | 14000    | 9500     |
| 8     | 12500    | 10500    | 9500     |
| 9     | 10000    | 10500    | 9500     |
| 10    | 10000    | 8400     | 9500     |